# LT4
LT4 Misiones Radiodifusora S.R.L es una estación de radio argentina que opera desde la ciudad de Posadas y transmite a través de la frecuencia modulada en 104.5MHz FM y en amplitud modulada por el 670. Es la radio con más trayectoria y la emisora más antigua de dicha provincia.

## Historia

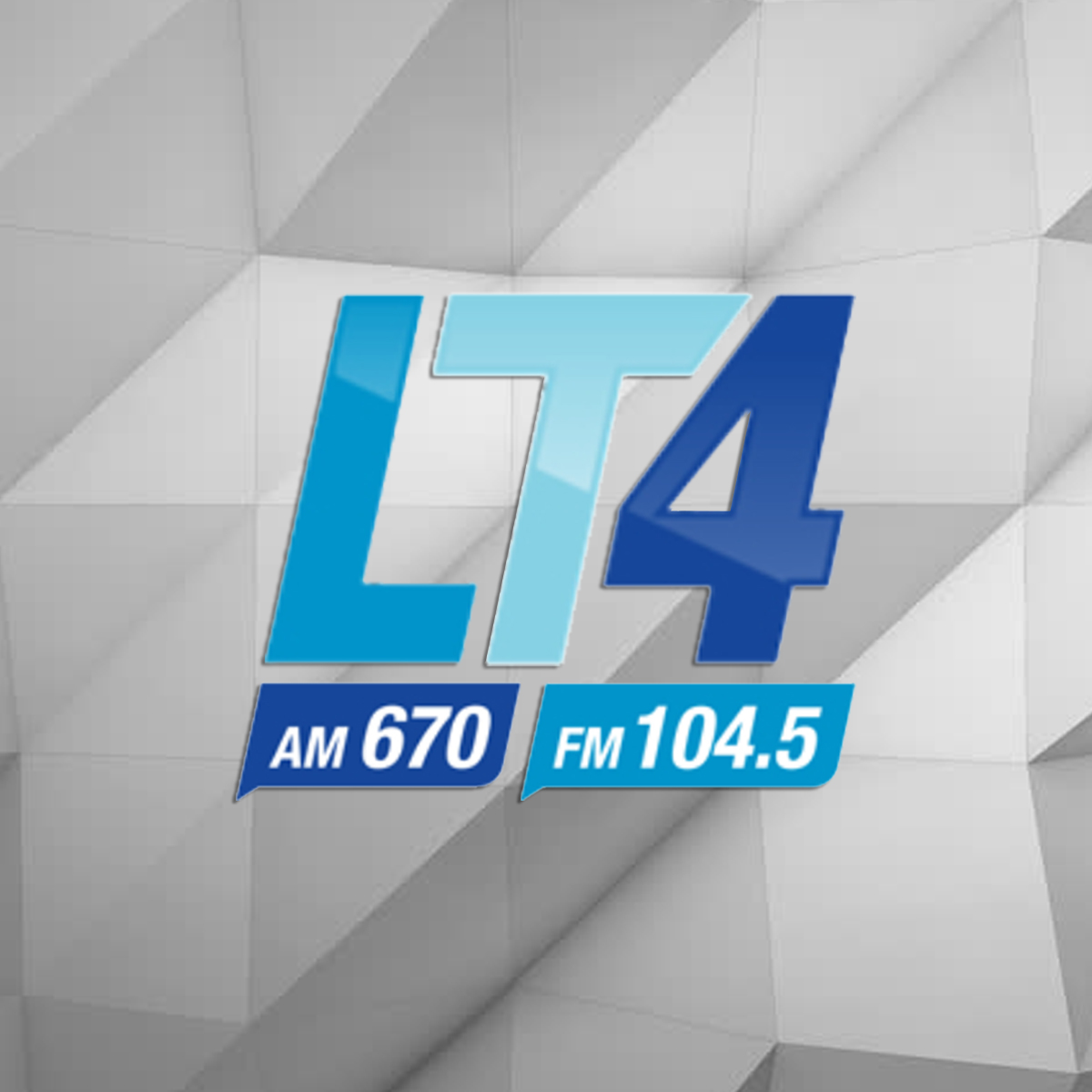
Logo de LT4 Radiodifusora Misiones

En 1944 comenzó a transmitir como repetidora de LR4 Radio Splendid.
En 1960 pasó a llamarse Radioparque, siendo Carlos Madelaire el propietario y director.
El 2 de febrero de 1970 funcionó como LT4 Radiodifusora Misiones. Estaba ubicada en la planta alta del edificio de la Sociedad Italiana, en la calle Bolívar 318 de Posadas. La propietaria era Misiones Sociedad de Radiodifusión, y la directora en esa época fue Blanca de Warenycia.
Hasta 2016 la radio es propiedad de Misiones Sociedad de Radiodifusión SRL, cuyo gerente era Manuel Martos y el director general fue el periodista Gustavo Añibarro. 
En 2018, comenzó una nueva etapa en la histórica radio lo cual generó un importante crecimiento en los últimos años. La programación se compuso de una forma dinámica para lograr adaptarse a los nuevos tiempos de los medios de comunicación.
Desde entonces, en el ámbito informativo, supo decir presente con una amplia cobertura de elecciones provinciales y nacionales, desplegando un gran equipo periodístico encabezado por Mario Samaniego, acompañado por Carla Svica, Enzo Portel, Cristina Welschen y Sergio Centenaro.
El deporte también tuvo su lugar en la renovada emisora, con la transmisión de Copa América Brasil 2019 y Copa América Brasil 2021, así como los campeonatos mundiales de Rusia 2018 y Qatar 2022. El plantel de relatores de estos campeonatos fueron integrados por Enzo Portel, Marcos Magaz, Alberto "Beto" Gómez, Lautaro Páez y Fernando Galarraga, mientras que los comentaristas fueron Ramón Romero, Julio "Nani" Dalmau, Ricardo Lencina, Fernando Martino, Santiago Rivarola y Juan Gutiérrez.   
El radio de cobertura incluye a la provincia de Misiones en un 70 %, llegando también al 50% de la provincia de Corrientes, el sur de la República del Paraguay y suroeste de Brasil.

## Frecuencias

### Red Ciudadana
Son las frecuencias que integran la cadena radial y que retransmiten parte de la programación de LT4:
- 106.3 MHz en FM (Posadas).
- 107.7 MHz en FM de Eldorado, en el Alto Paraná de la Provincia de Misiones.
- 99.1 MHz en FM de Aristóbulo del Valle (Misiones).
- 97.3 MHz en FM de Leandro N. Alem (Misiones).